# 린콘 데 라 비에하

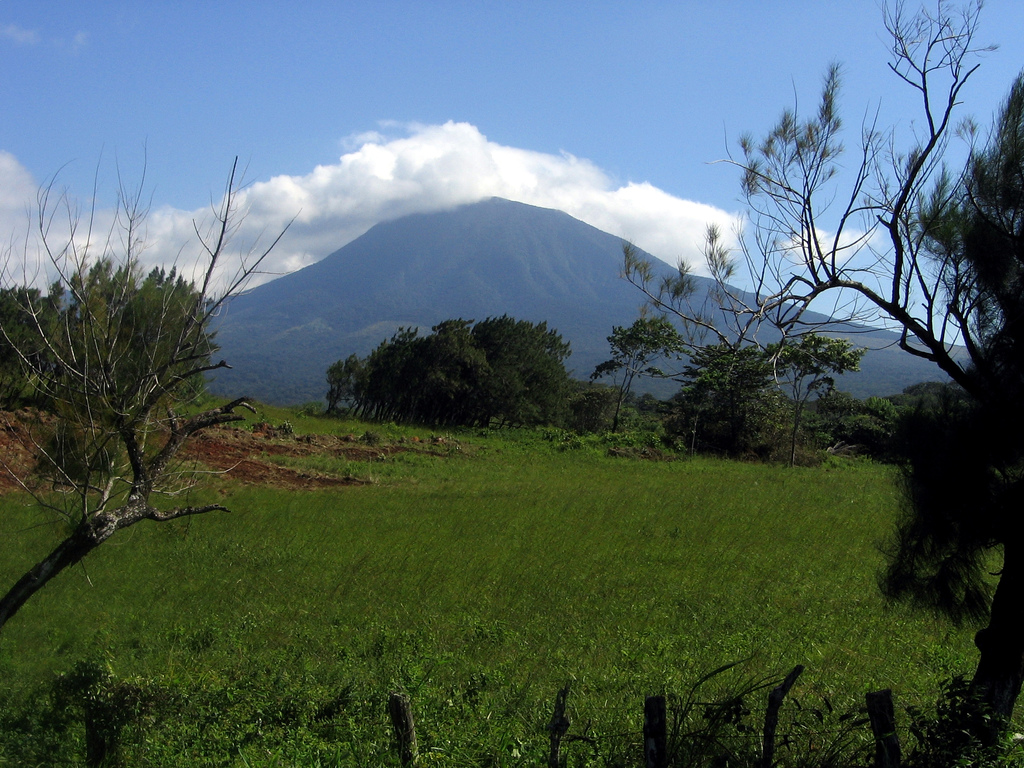
린콘 데 라 비에하 화산

린콘 데 라 비에하(Rincón de la Vieja)는 코스타리카 북부에 있는 화산으로, 성층 화산이다. 이 화산은 국립공원으로 지정되어 있으며, 지금도 화산 활동이 활발하다. 정상에는 유황 화구호가 있으며, 주변에는 온천이 많다. 현재 린콘 데 라 비에하 국립공원으로 지정되어있다. 숲 안에도 온천이 있다.